# Четем-Кент
Четем-Кент (англ. Municipality of Chatham-Kent) — однорівневий муніципалітет у провінції Онтаріо, Канада. Четем-Кент розташований у Південному Онтаріо на північному узбережжі озеро Ері, почав функціонувати як регіональний муніципалітет 1998 року.
Бленхейм є домівкою для RM Auctions — найбільшого старовинного у світі аукціонного будинку «RM Restorations» компанії з відновлення й реставрації автомобілів, має прізвисько «Столиця Класичного Автомобіля Канади».

## Історія
Четем починався як військово-морський порт у 1790-x роках: так названий тому, що канадське селище, розташоване на канадській річці Темз, однойменне з первісним містом Чатем в Англії, котре подібно виникло навколо військово-морського порту.

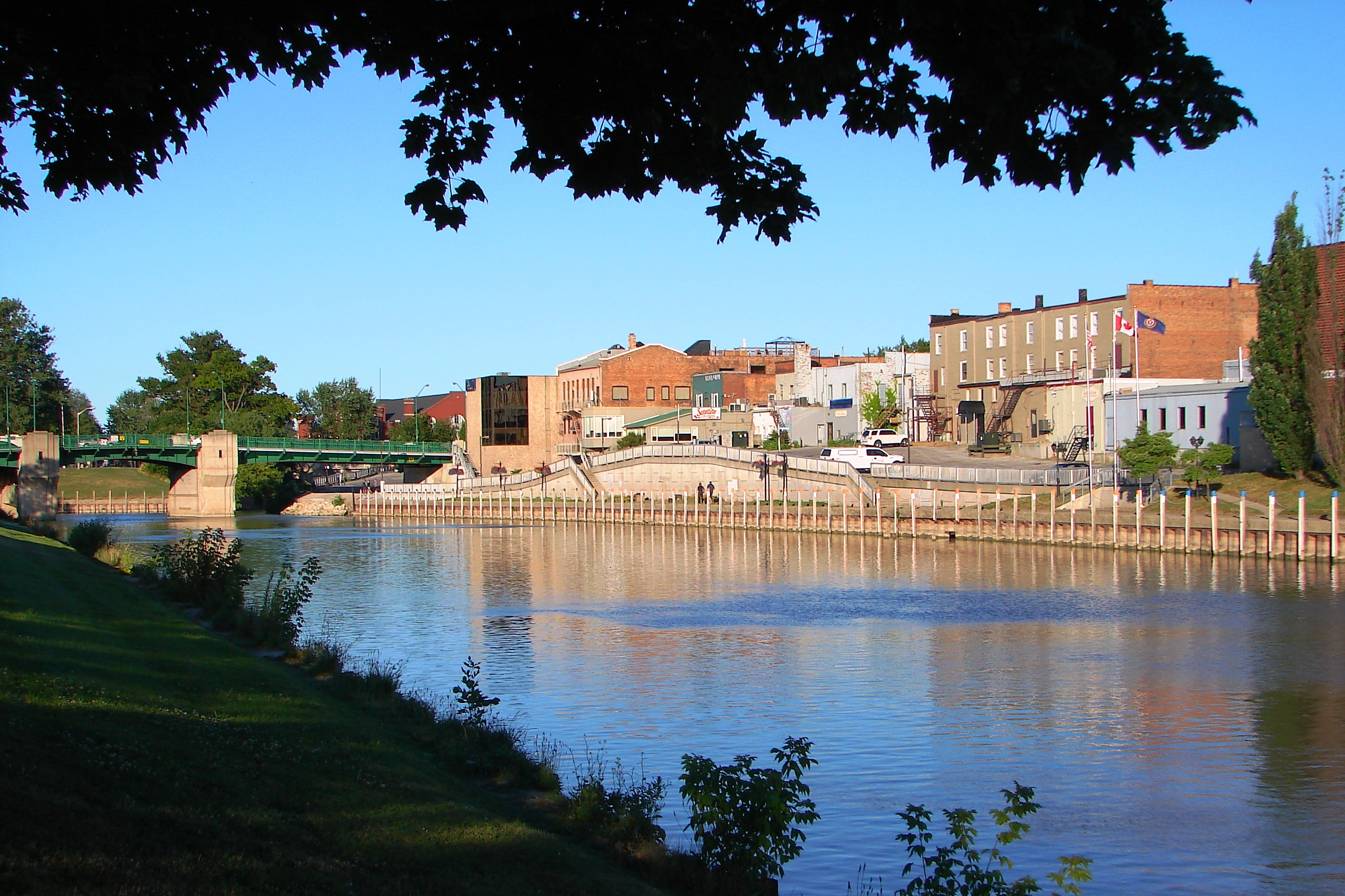
Четем над річкою Темз

Наприкінці війни Американської революції і Гнаденхюттенська різанина (англ. Gnadenhutten Massacre), група християнізованих індіанців Мансі Моравської церкви оселилися там, що зараз зветься місцевістю Моравіантайн (англ. Moraviantown).
Під час Англо-Американської війни 1812
«Битва при Темзі» (англ. Battle of the Thames) відбулася між Моравіантайном (англ. Moraviantown) й Темзвілем (англ. Thamesville), 5 жовтня, 1813 року.
У 19-му столітті, територія була частиною «підпільної залізниці» . В результаті Четем-Кент нині є частиною маршруту Афро-канадської спадщини. Історична пам'ятка «Хатина дядька Тома» (англ. Uncle Tom's Cabin Historic Site) — музей, знаходиться в поселенні «Дан», заснованому 1841 року Йосією Хенсоном (англ. Josiah Henson) недалеко від Дрездена, як притулок багатьох рабів-втікачів із рабовласницьких США.

## Парки
У муніципалітеті Четем-Кент є два провінційні парки — «Провінційний парк Рондо» (англ. Rondeau Provincial Park ) і «Провінційний парк Вітлі» (англ. Wheatley Provincial Park ) й Національний парк Пойнт-Пілі.

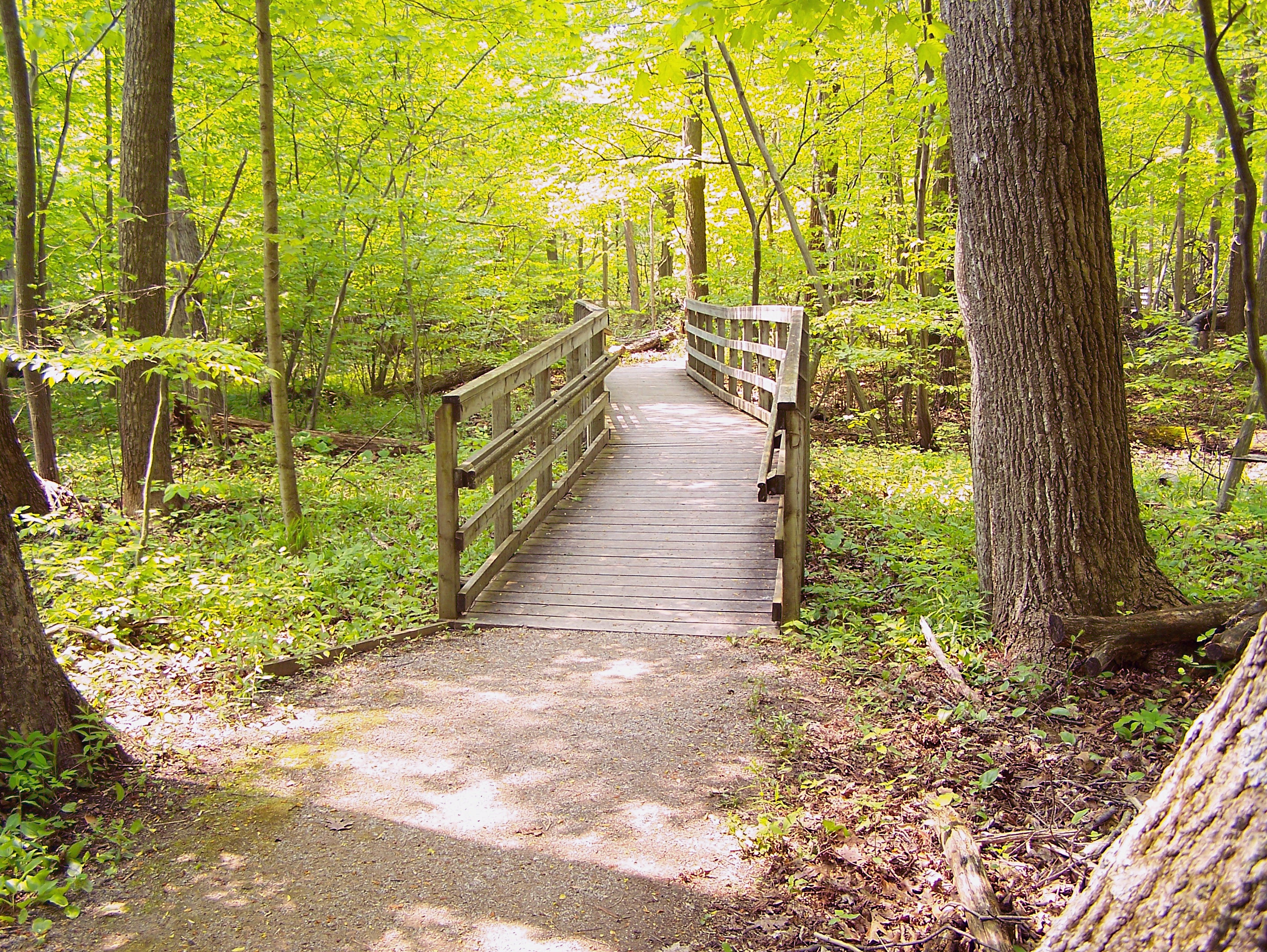
Провінційний парк Рондо

## Поселення
- Бленгайм(англ. Blenheim[en])
- Ботвелл (англ. Bothwell)
- Сідар-Спрінгс (англ. Cedar Springs)
- Чарінг-Крос (англ. Charing Cross)
- Четем (англ. Chatham)
- Кротон (англ. Croton)
- Ділтаун (англ. Dealtown)
- Довер (англ. Dover centre)
- Дресден (англ. Dresden[en])
- Ітонвілл (англ. Eatonville)
- Ебертс (англ. Eberts)
- Ірі-Біч (англ. Erie Beach)
- Ерініа (англ. Erinea)
- Флечер (англ. Fletcher)
- Гранд-Пойнт (англ. Grande Pointe)
- Гилдс (англ. Guilds)
- Гейать (англ. Highate)
- Джанеттс (англ. Jeannettes)
- Кент-Бридж (англ. Kent Bridge)
- Люїсвіль (англ. Louisville)
- Мерлин (англ. Merlin)
- Мичеллс-Бей (англ. Mitchell's Bay)
- Морпет (англ. Morpeth)
- Малкерк-Дуарт (англ. Mulkirk Duart)
- Норт-Бракстон (англ. North Braxton)
- Пойнт-Корт (англ. Point Courte)
- Порт-Альма (англ. Port Alma)
- Прарі-Сайдінг (англ. Prairie Siding)
- Риджтаун (англ. Ridgetown[en])
- Шрюберрі (англ. Shrewburry)
- Темсвіль (англ. Thamesville)
- Тилбурі (англ. Tilbury[en])
- Таппервіль (англ. Tupperville)
- Вабаш (англ. Wabash)
- Валласбург (англ. Wallaceburg[en])
- Вітлі (англ. Wheatley[en])